# Елизабет фон Андекс-Мерания
Елизабет фон Андекс-Мерания (на немски: Elisabeth von Andechs-Meranien; * ок. 1224 в Меран, Болцано, Италия; † 18 декември 1272) от Андекската династия-Мерания е чрез женитба бургграфиня на Нюрнберг.

## Произход
Тя е най-малката дъщеря и наследник на херцог Ото I от Мерания († 1234) и първата му съпруга пфалцграфиня Беатрис II Бургундска († 1231), втората дъщеря на пфалцграф Ото I от Бургундия († 1200) и Маргарета от Блоа († 1230). Тя е правнучка на император Фридрих Барбароса. Баща ѝ Ото I от Мерания се жени втори път за София фон Анхалт († 1274), дъщеря на княз Хайнрих I фон Анхалт.
Елизабет е сестра на последния мъжки наследник на богатите херцози на Мерания, херцог Ото II, когото наследява в областта на Байройт през 1248 г.

## Фамилия
Елизабет фон Андекс-Мерания се омъжва пр. 10 май 1251 г. за Фридрих III фон Цолерн, бургграф на Нюрнберг († 12 август 1297) (Хоенцолерн), първият син на бургграф Конрад I фон Нюрнберг († 1260/1261) и Аделхайд фон Фронтенхаузен († ок. 1245). Тя е първата му съпруга. Те имат 6 деца:
- Йохан († пр. 24 април 1262), убит близо до Нюрнберг
- Зигмунд († пр. 24 април 1262), убит близо до Нюрнберг
- Мария (* ок. 1249 в Нюрнберг; † 25 ноември или 28 март 1298), омъжена пр. 28 юли 1263 г. за граф Лудвиг V фон Йотинген († 9 ноември 1313)
- Аделхайд (* ок. 1260; † 30 май 1307), омъжена пр. 25 март 1273 г. за граф Хайнрих II фон Кастел († ок. 1307)
- Елизабет († ок. 1288), омъжена I. пр. 17 април 1280 г. за Еберхард II фон Шлюселберг († 1284); II. пр. 13 март 1285 г. за граф Готфрид II фон Хоенлое († 1289/1290)
- дете (1277 – 1278)

Фридрих III фон Цолерн се жени втори път пр. 10 април 1280 г. за принцеса Хелена от Саксония (1247 – 1309).